# Skedvi Bröd

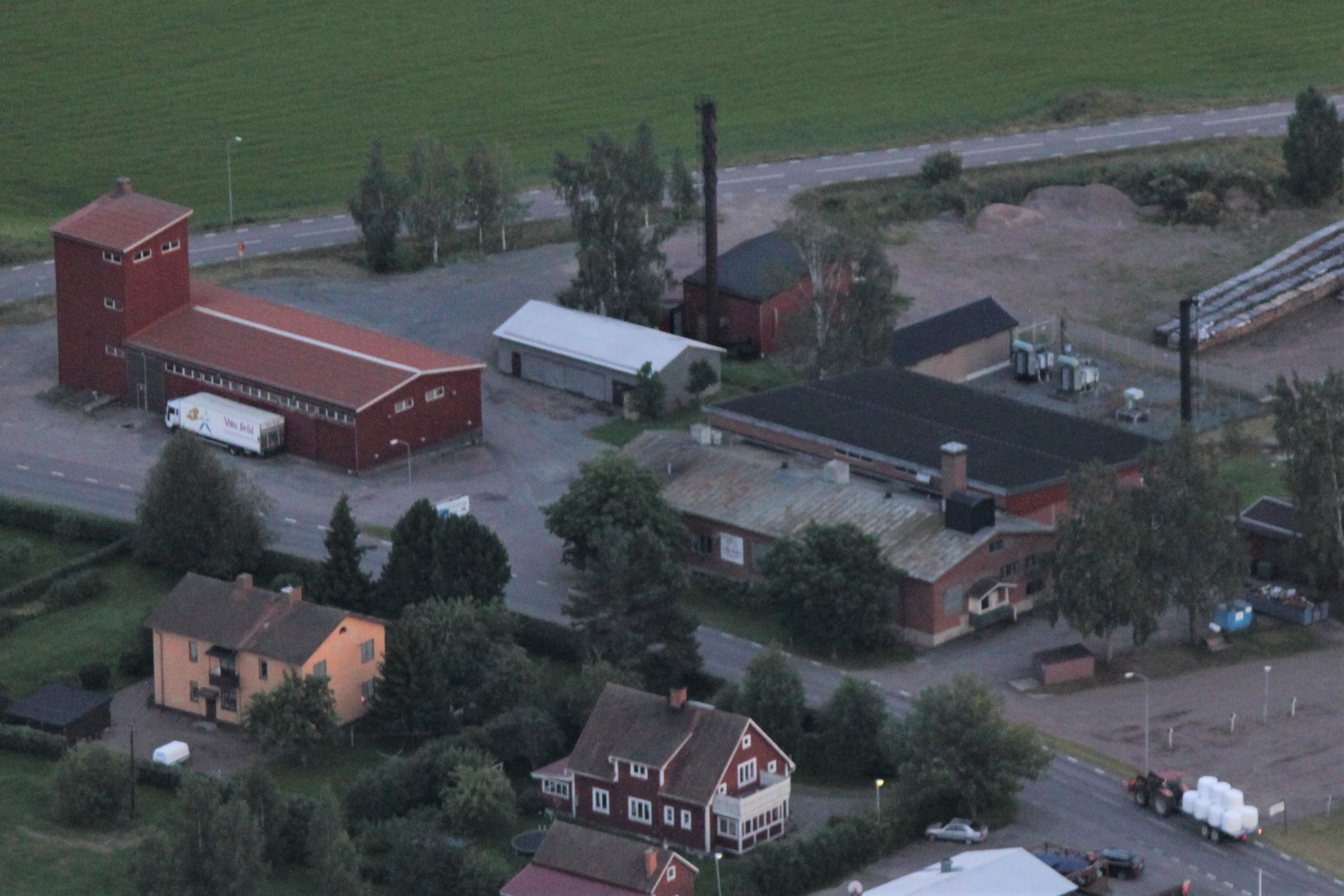
Skedvi Bröds fabrik i Stora Skedvi.

Skedvi Bröd är ett knäckebrödsbageri i Skedvi kyrkby, Stora Skedvi socken, i Dalarna. Företaget bildades 2014, efter att tillverkningen av Vikabröd flyttats till Leksands Knäckebröds fabrik i Häradsbygden året innan. 
2020 utnämndes företaget till kunglig hovleverantör. Sedan 21 november 2023 har Skedvi Bröd också ställning som skyddad ursprungsbeteckning inom Europeiska unionen.

## Historik
Se även Vika Bröd
I början av 1900-talet i byn Kniva i Vika socken började knäckebröd gräddas av Karl-Oskar Andersson och hans svärmor Wilhelmina Frid, vilket så småningom kom att kallas Vikabröd. Brödförsäljning startades hemma på gården år 1923 och så småningom växte produktionen. Långt senare registrerades Vika Bröd som bolagsnamn då det blev viktigt att kunna särskilja varumärken. Produktionen i Vika fortsatte till i slutet av 1950-talet, men ansågs av många vara en fattigmansprodukt. Vid den här tiden värderades hantverk lågt och hade låg status i förhållande till maskiner och automatiseringar.
Fabriken i Stora Skedvi byggdes 1941 som mejeri, vilket lades ner 1958 och lämnade lokalen tom. Samma år öppnade Martin Claesson, ägare av Forsa Kvarn tvärs över gatan, ett bageri i byggnaden. Ugnar byggdes och Forsa Bröd, som tillverkade både hårt och mjukt bröd, föddes. Under 1960 och 1970-talen bakades både Forsa Bröd och Vika Bröd parallellt i fabriken. När Forsa Bröd så småningom drabbades av ekonomiska problem, köptes fabriken och verksamheten upp av Bruno Andersson, Karl-Oskar Anderssons son. Produktionen av Vika Bröd flyttades efter hand till Stora Skedvi och 1975 lades brödproduktionen ner helt i Vika.
Fabriken byggdes under den tiden ut med fler ugnar och större ytor. På 1980-talet tog sonen Sören Andersson över och efter ekonomiska bekymmer såldes familjeföretaget Vika Bröd 2005 till Leksands Knäckebröd. Vika Bröd drevs som en fristående verksamhet av Leksands Knäckebröd, fram till 2013 då de beslutade att flytta den hantverksmässiga produktionen till fabriken i Häradsbygden och övergå till att grädda i elugnar. Produktionen flyttades, stenugnarna revs ur, och de 31 anställda på fabriken i det lilla samhället blev utan arbete.
Ett crowdfundingprojekt startades och inbringade tillräckligt med pengar för att kunna bygga upp ugnar på nytt. Den 4 december 2014 invigdes det nya knäckebrödsbageriet Skedvi Bröd och flera av de tidigare bagarna kunde återanställas. Bland dem som uppträdde på invigningen återfanns Benny Andersson, som tidigare under året gått in som delägare i företaget.

## Bageriet
De nya ägarna lät renovera bageriet invändigt och uppföra fyra nya ugnar, byggda av Macon AB, vilka eldas med gran- och tallved. Receptet på det ordinarie knäckebrödet är snarlikt det gamla Vikabrödet, men innehåller något mer salt. Bland bageriets andra brödsorter återfinns brödet Wintervört, vilket vann brons i klassen "hårt bröd" i SM i mathantverk 2019.

## Restaurang och övrig verksamhet
Under de senare åren av Vika bröds verksamhet i Skedvi, såldes i angränsande lokal närproducerat kött och annan mat i en liten saluhall. När bageriet lades ner, gick ägarna av denna saluhall in och köpte vad som kom att bli Skedvi bröd.
Sedan 2018 omges Skedvi bröds bageri av en saluhall, en restaurang och ett utomhusområde som säljer egenproducerad glass samt trädgårds- och köksprodukter. Fokus i både restaurang och saluhall ligger på närproducerade råvaror.